# Passiflora quadriflora
Passiflora quadriflora Killip – gatunek rośliny z rodziny męczennicowatych (Passifloraceae Juss. ex Kunth in Humb.). Występuje endemicznie w Peru.

## Morfologia
PokrójZdrewniałe, trwałe, nagie liany.
LiścieLancetowate, ścięte u podstawy, prawie skórzaste. Mają 5–8 cm długości oraz 1,5–2 cm szerokości. Całobrzegie, z ostrym wierzchołkiem. Ogonek liściowy jest nagi. Przylistki są szczeciniaste.
KwiatyZebrane w pary. Działki kielicha są lancetowate, zielonobiaławe. Płatki są liniowo lancetowate. Przykoronek ułożony jest w dwóch rzędach.
OwoceSą jajowatego kształtu. Mają 2,2 cm średnicy.

## Biologia i ekologia
Występuje w lasach na wysokości 1200–1900 m n.p.m.